# Orzo (bebida)

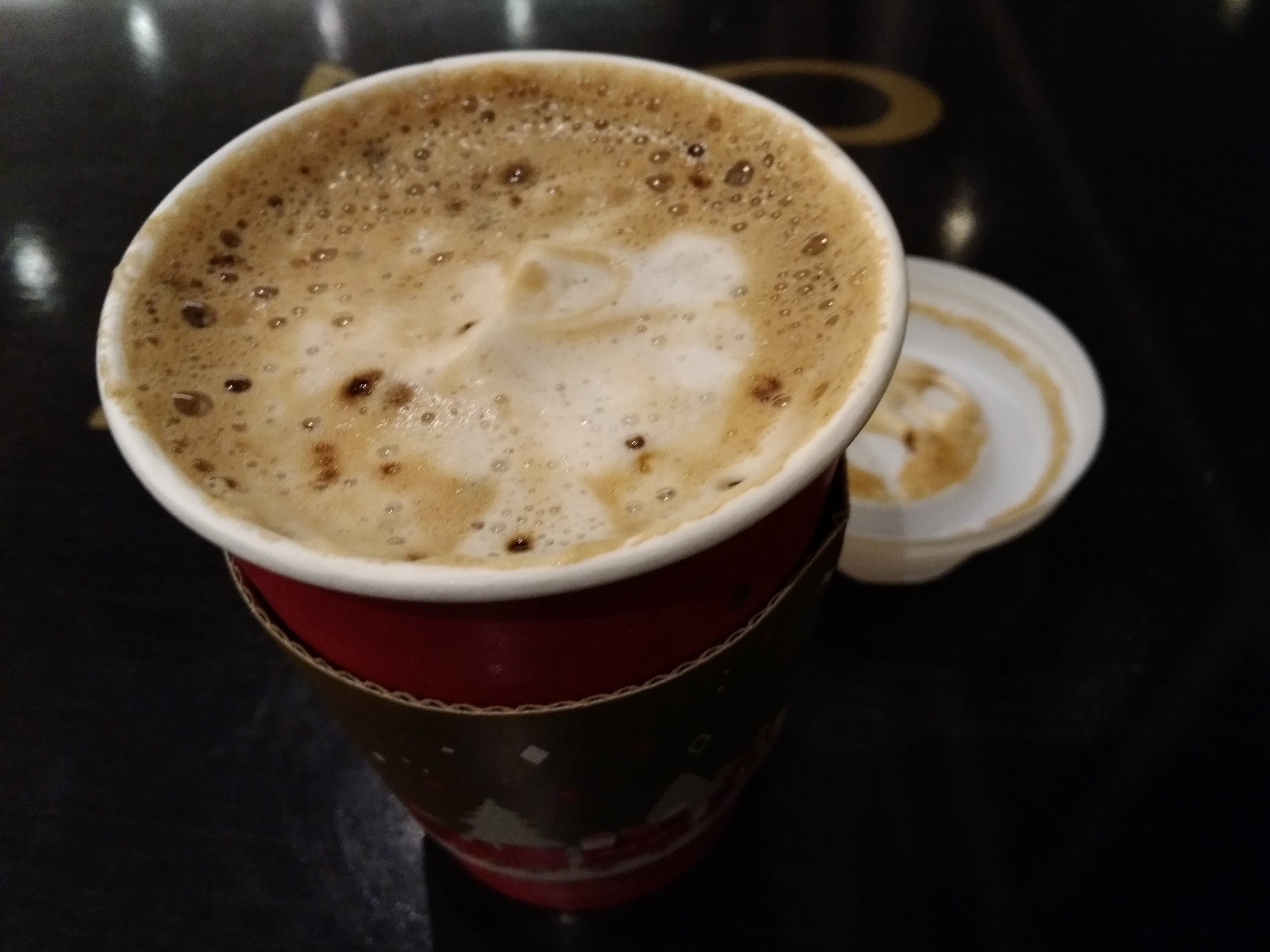
Orzo latte (café de cevada com leite)

Orzo é uma bebida quente, sem cafeína, que é feita a partir de cevada torrada, de origem italiana. Foi desenvolvida como substituto para o café devido ao seu alto preço e baixa disponibilidade. É bebida em várias partes do mundo (por exemplo, o Café d'orzo (AFI: [kafˈfɛ ˈdɔrdzo]), da Itália).